# Casavalle

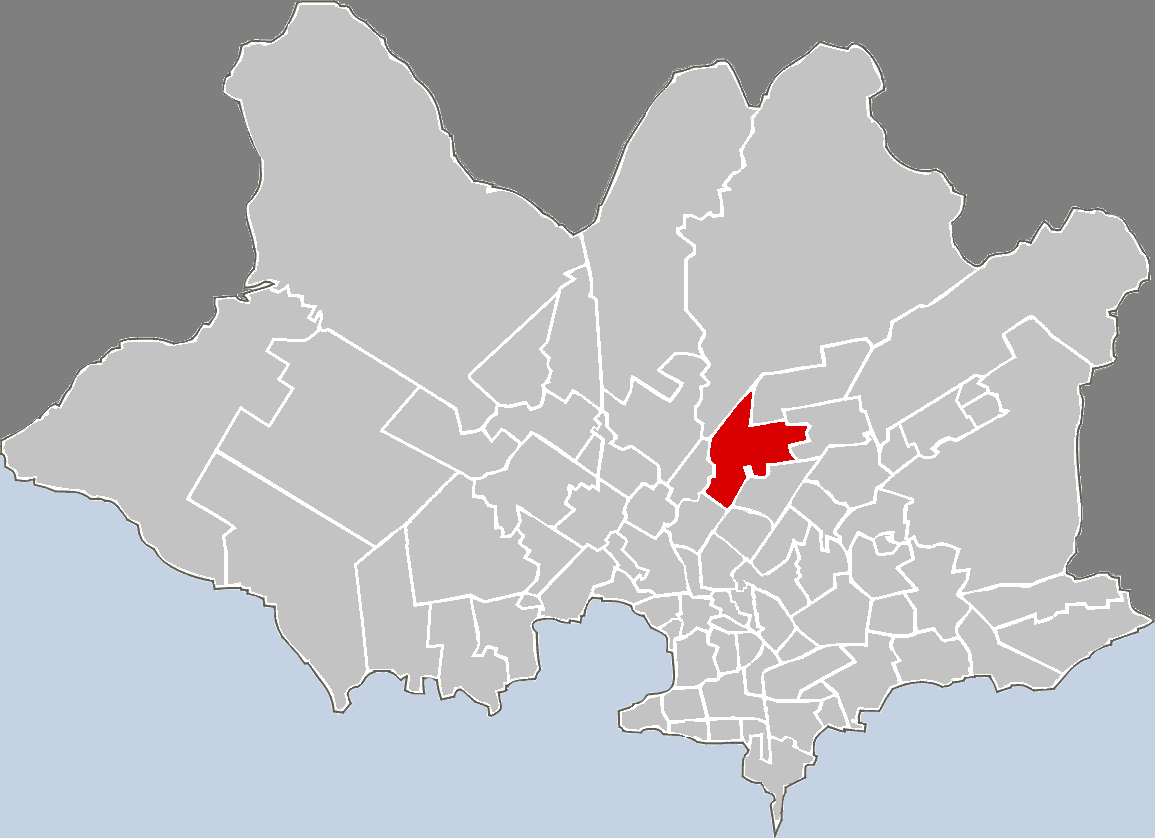
Lage von Casavalle in Montevideo

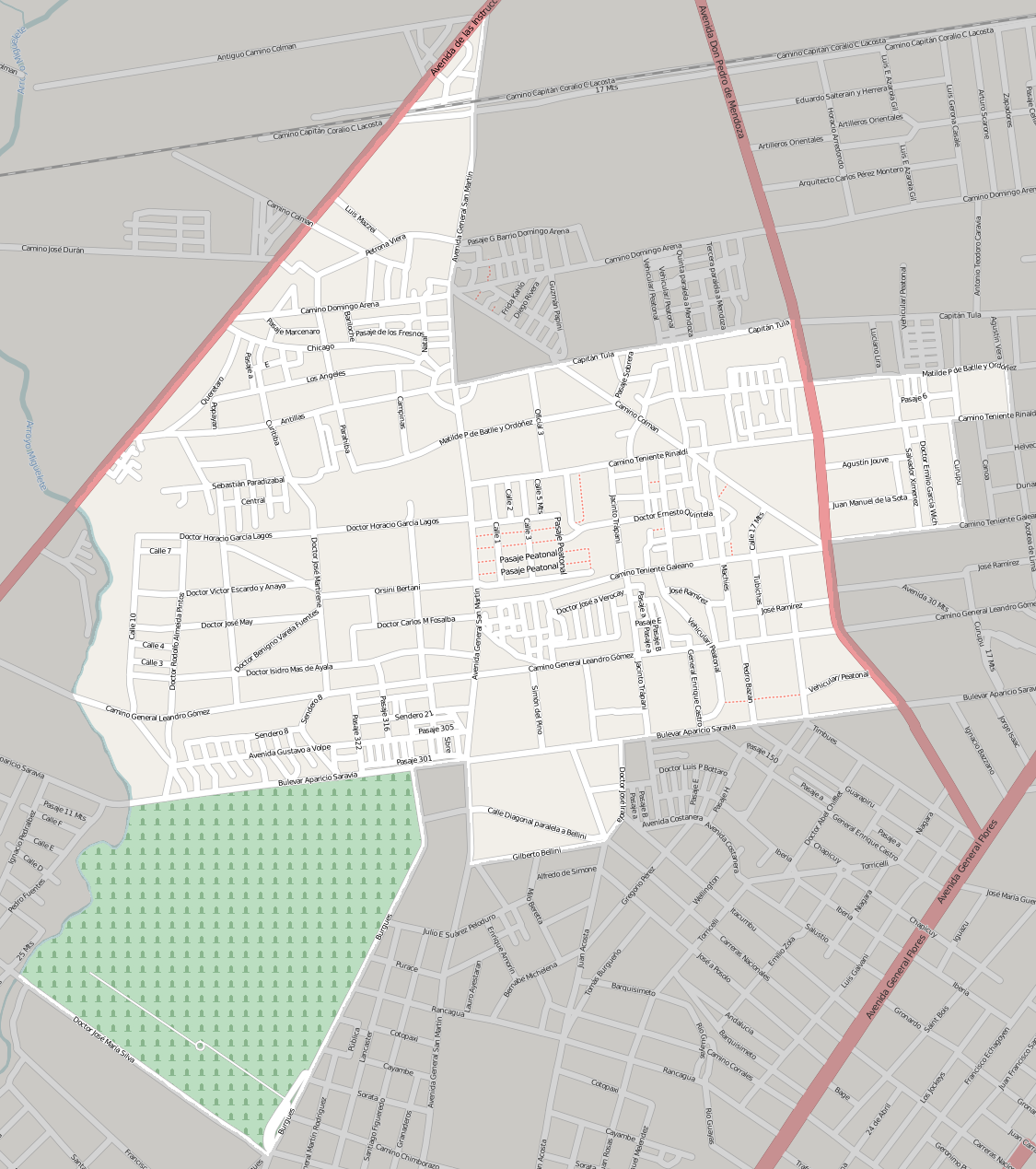
Plan von Casavalle

Casavalle ist ein Stadtviertel (Barrio) der uruguayischen Hauptstadt Montevideo.
Es wird von den Stadtteilen Manga - Toledo Chico (Nordwesten), Manga (Norden), Piedras Blancas (Osten), Las Acacias (Südosten/Süden), Cerrito (Süden), Aires Puros (Süden), Peñarol - Lavalleja (Westen) umgeben.
Die Grenzen des Barrios bilden dabei der Arroyo Miguelete im Westen und im Uhrzeigersinn von Nordwesten beginnend, Casavalle umfassend die Straßen Avenida de las Intrucciones, AVenida San Martin, Camino Cap Tula, Avenida Don P de Mendoza, M Pacheco, Azotea de Lima, Camino Tte Rinaldi, Canoa, Caminoi Tte Galleano, Bulevar Aparicio Saravia, Dr Jose Iraola, G Bellini, Avenida San Martin, Avenida Burgues und Camino Dr Je Ma Silva. Das Gebiet Casavalles ist dem Municipio D zugeordnet.
Im Süden des Stadtviertels fließt der kleine Bach Casavalle, der dort am Westrand linksseitig in den Arroyo Miguelete mündet.